# Vitticatantops zambianus
Vitticatantops zambianus är en insektsart som först beskrevs av Johnsen 1981.  Vitticatantops zambianus ingår i släktet Vitticatantops och familjen gräshoppor. Inga underarter finns listade i Catalogue of Life.